# Johann Franz Anton von Zedtwitz

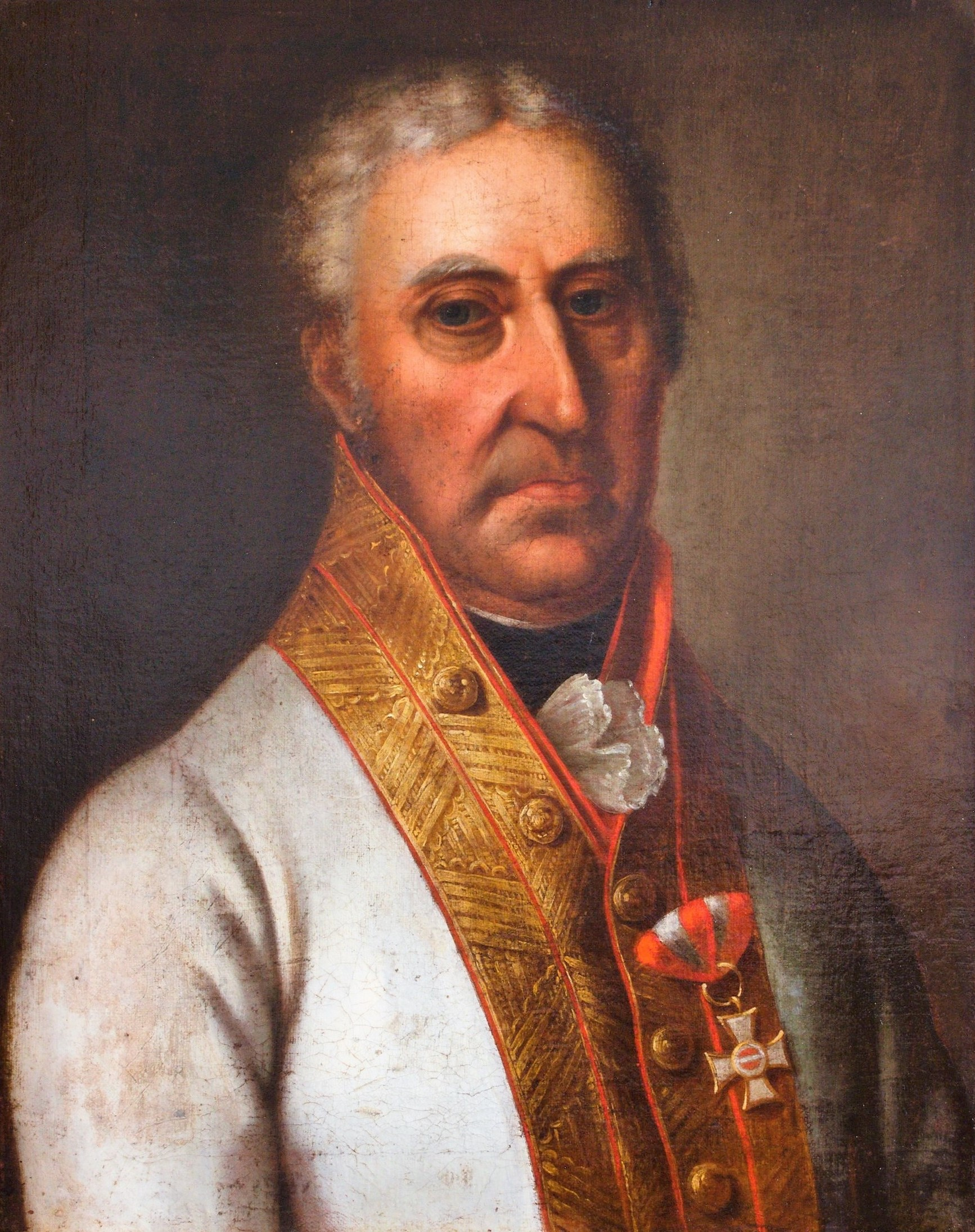
Johann Anton Franz Freiherr von Zedtwitz, Feldzeugmeister

Johann Anton Franz Freiherr von Zedtwitz (* 1713 in Wittingreith, Böhmen, Heiliges Römisches Reich; † 17. März 1784 in der Festung Temeswar, Habsburgermonarchie) war ein kaiserlicher Feldzeugmeister, Träger des Ritterkreuzes des Maria-Theresien-Ordens und zuletzt Kommandierender General des Temescher Banats.

## Leben und Wirken

Gefangennahme des Generals von Zedtwitz bei Littdorf durch die Kolonne Kleist (Diorama im Stadtmuseum Döbeln)

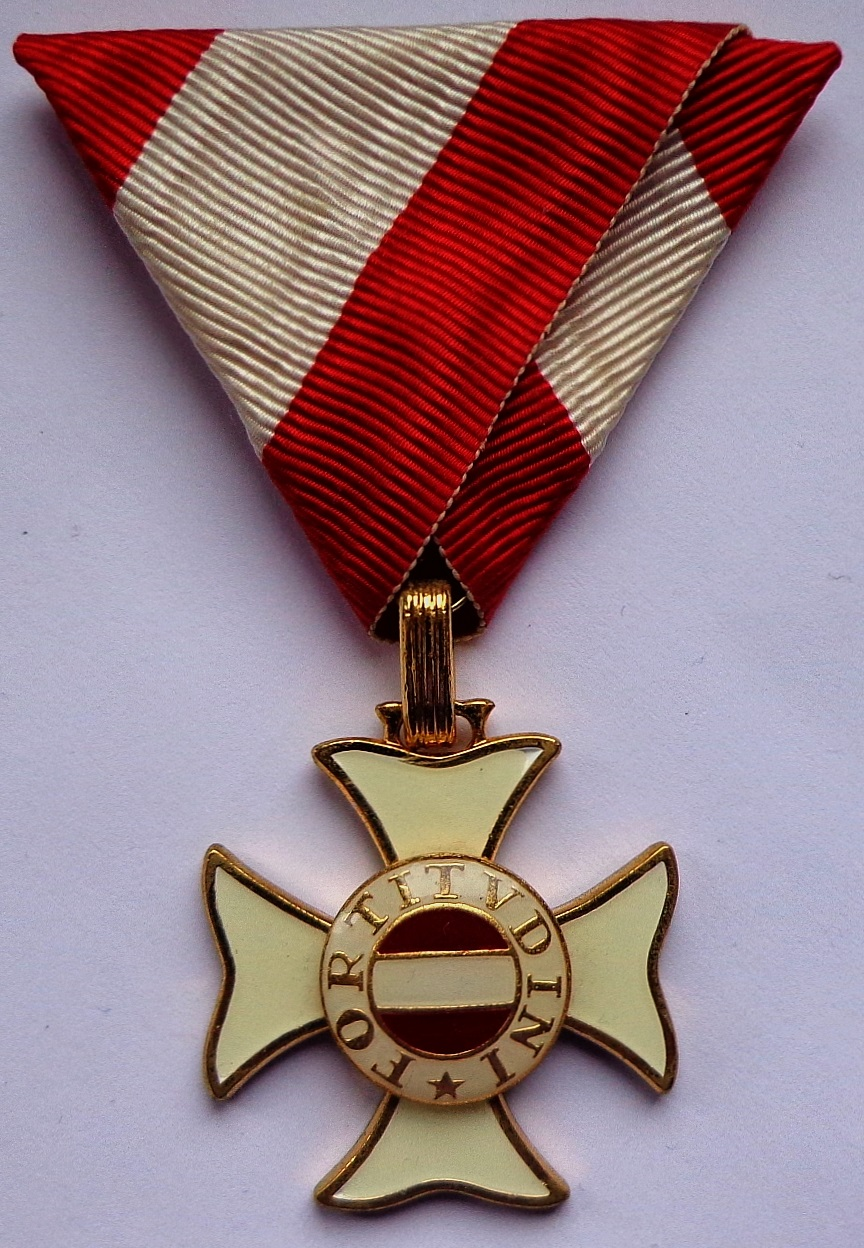
Ritterkreuz des Militär-Maria-Theresien-Ordens

Johann Anton Franz von Zedtwitz trat 1729 in die kaiserliche Armee ein, wo er an den Feldzügen am Rhein, in Italien und am Erbfolgekrieg (1740–1748) teilnahm.
1753 wurde er Oberstleutnant bei dem Sluiner und bei Ausbruch des Siebenjährigen Krieges 1756 Oberst im 1. Banal-Grenz-Regiment. Im Feldzuge 1758 verteidigte er den Posten Reinerz im Kreise Glatz gegen den Herzog von Braunschweig, trieb die Kavallerie des Fouquet-Corps bis nach Glatz, und beteiligte sich 1759 am Feldzug bei Böhlen unweit von Meißen.
Infolge seiner Tapferkeit wurde Zedtwitz 1759 mit dem Ritterkreuz des Maria-Theresien-Ordens ausgezeichnet. Im Jahr 1760 machte er bei sich in der Schlacht bei Dresden verdient. Im Jahr 1761 erhielt er den Rang eines Generalmajors. Im Gefecht bei Döbeln hatte er den Oberbefehl der österreichischen Truppen und kam am 12. Mai 1762 in preußische Gefangenschaft. 1773 wurde er zum Feldmarschallleutnant und 1783 zum Feldzeugmeister erhoben.
Von 1775 bis zum 17. März 1784 war Johann Anton Franz Freiherr von Zedtwitz Kommandierender General des Temescher Banats. und ab 1780 Inhaber des k.k. Infanterie-Regiments Nr. 13. Zedtwitz starb nach 55-jähriger Dienstzeit im Alter von 71 Jahren in Temeswar.